# جوليا بييرا
جوليا بييرا (بالإسبانية: Julia Piera)‏ هي كاتِبة إسبانية، ولدت في 19 مايو 1970 في مدريد في إسبانيا.